# Maurice Ransford
Pour les articles homonymes, voir Ransford.
Maurice Ransford, né le 3 août 1896 à Terre Haute (Indiana) et mort le 25 août 1968 à San Diego (Californie), est un directeur artistique de cinéma américain. 
Il a été nommé trois fois aux Oscars dans la catégorie de la meilleure direction artistique.

## Filmographie
- 1940 : L'Odyssée des Mormons (Brigham Young), de Henry Hathaway
- 1942 : The Pied Piper, d'Irving Pichel
- 1942 : Little Tokyo, U.S.A., d'Otto Brower
- 1943 : Aventure en Libye (Immortal Sergeant), de John M. Stahl
- 1943 : The Moon Is Down, d'Irving Pichel
- 1943 : He Hired the Boss, de Thomas Z. Loring
- 1943 : Wintertime, de John Brahm
- 1944 : Lifeboat, d'Alfred Hitchcock
- 1944 : Sweet and Low-Down, d'Archie Mayo
- 1945 : Hangover Square, de John Brahm
- 1945 : Capitaine Eddie (Captain Eddie), de Lloyd Bacon
- 1945 : Péché mortel (Leave Her to Heaven), de John M. Stahl
- 1946 : 13, rue Madeleine, de Henry Hathaway
- 1946 : Quelque part dans la nuit (Somewhere in the Night), de Joseph L. Mankiewicz
- 1947 : La Fière Créole (The Foxes of Harrow), de John M. Stahl
- 1948 : La Ville empoisonnée (The Walls of Jericho), de John M. Stahl
- 1948 : La Femme aux cigarettes (Road House), de Jean Negulesco
- 1949 : Maman est étudiante (Mother Is A Freshman), de Lloyd Bacon
- 1949 : Toute la rue chante (Oh, You Beautiful Doll), de John M. Stahl
- 1949 : Un homme de fer (Twelve O'Clock High), de Henry King
- 1950 : La Belle de Paris (Under My Skin), de Jean Negulesco
- 1950 : Panique dans la rue (Panic in the Streets), d'Elia Kazan
- 1951 : La Treizième Lettre (The 13th Letter), d'Otto Preminger
- 1951 : L'Épreuve du Bonheur (I'd Climb the Highest Mountain), de Henry King
- 1951 : Rendez-moi ma femme (As Young as You Feel), de Harmon Jones
- 1951 : Le Renard du désert (The Desert Fox: the Story of Rommel), de Henry Hathaway
- 1952 : Wait Till the Sun Shines, Nellie, de Henry King
- 1952 : Un grand séducteur (Dreamboat), de Claude Binyon
- 1953 : Niagara, de Henry Hathaway
- 1953 : Titanic, de Jean Negulesco
- 1953 : Meurtre à bord (Dangerous Crossing), de Joseph M. Newman
- 1953 : Capitaine King (King of the Khyber Rifles), de Henry King
- 1954 : La Lance brisée (Broken Lance), d'Edward Dmytryk
- 1954 : La Veuve noire (Black Widow), de Nunnally Johnson
- 1955 : Au service des hommes (A Man Called Peter), de Henry Koster
- 1955 : La Main gauche du Seigneur (The Left Hand of God), d'Edward Dmytryk
- 1955 : La Fille sur la balançoire (The Girl in the Red Velvet Swing), de Richard Fleischer
- 1956 : Le Fond de la bouteille (The Bottom of the Bottle), de Henry Hathaway
- 1956 : À vingt-trois pas du mystère (23 Paces to Baker Street), de Henry Hathaway
- 1956 : Les Rois du jazz (The Best Things in Life Are Free), de Michael Curtiz
- 1956 : Le Cavalier du crépuscule (Love Me Tender), de Robert D. Webb
- 1957 : Ma femme a des complexes (Oh, Men! On, Women!), de Nunnally Johnson
- 1957 : Une femme de tête (Desk Set), de Walter Lang
- 1957 : Embrasse-la pour moi (Kiss Them for Me), de Stanley Donen
- 1958 : Les Feux de l'été (The Long, Hot Summer), de Martin Ritt
- 1958 : Flammes sur l'Asie (The Hunters), de Dick Powell
- 1959 : Le Bruit et la Fureur (The Sound and the Fury), de Martin Ritt
- 1959 : L'Ange bleu (The Blue Angel), d'Edward Dmytryk
- 1959 : L'Homme qui comprend les femmes (The Man Who Understood Women), de Nunnally Johnson
- 1959 : Un matin comme les autres (Beloved Infidel), de Henry King
- 1960 : Du haut de la terrasse (From the Terrace), de Mark Robson
- 1961 : The Marriage-Go-Round, de Walter Lang
- 1961 : Snow White and the Three Stooges, de Walter Lang
- 1961 : Misty, de James B. Clark

## Nominations
Nommé pour l'oscar de la meilleure direction artistique : 
- 1945 : Péché mortel
- 1947 : La Fière Créole
- 1953 : Titanic